# Warkocz (Basse-Silésie)
Pour les articles homonymes, voir Warkocz.
Warkocz est une localité polonaise de la gmina et du powiat de Strzelin en voïvodie de Basse-Silésie.